# Stanisław Mączyński (szlachcic)
Stanisław Mączyński herbu Świnka – starosta klonowski w 1661 roku.
W 1668 roku wybrany posłem na sejm konwokacyjny z województwa sieradzkiego.  Był elektorem Michała Korybuta Wiśniowieckiego z województwa sieradzkiego w 1669 roku. W 1672 roku był deputatem województwa sieradzkiego na Trybunał Główny Koronny.